# ميخائيل جوليانو
ميخائيل جوليانو (بالإنجليزية: Michael Giuliano)‏ هو سياسي أمريكي، ولد في 13 يونيو 1915 في نيوآرك في الولايات المتحدة، وتوفي في 1 أبريل 1976. حزبياً، نشط في الحزب الجمهوري. وقد انتخب عضو مجلس ولاية نيوجيرسي.